# Enneüs Heerma
Enneüs Heerma (Rijperkerk, 23 december 1944 – Amsterdam, 1 maart 1999) was een Nederlands politicus van het Christen-Democratisch Appèl (CDA). Hij was staatssecretaris van Buitenlandse handel in 1986 en van Volkshuisvesting van 1986 tot 1994. Van 1994 tot 1997 was Heerma politiek leider en fractievoorzitter Tweede Kamer van het Christen-Democratisch Appèl (CDA).

## Loopbaan
In zijn politieke carrière was hij achtereenvolgens lid van de gemeenteraad van Amsterdam voor ARP en CDA, wethouder van Economische Zaken van de gemeente Amsterdam, staatssecretaris van Economische Zaken, staatssecretaris van Volkshuisvesting, lid van de Tweede Kamer en fractievoorzitter van het CDA in de Tweede Kamer.
Als wethouder van Economische Zaken in de gemeente Amsterdam heeft Enneüs Heerma zich samen met collega-wethouder Jan Schaefer onder andere sterk gemaakt voor het behoud van de scheepswerven in de stad Amsterdam. Mede hierdoor werd zijn vertrek naar de landelijke politiek in 1986 door velen in Amsterdam als een groot verlies beschouwd.
In de regering werd Enneüs Heerma staatssecretaris van Economische Zaken, belast met de internationale handel. Dat zou hij maar enkele maanden blijven. Door het aftreden van Gerrit Brokx vlak voor de parlementaire enquête over de Bouwsubsidie schoof Heerma eind 1986 op naar de post van staatssecretaris van Volkshuisvesting. In 1989 werd hij genoemd als minister van Verkeer en Waterstaat, maar uiteindelijk bleef hij op de post van staatssecretaris van Volkshuisvesting zitten. In beide termijnen werkte hij aan een grote omslag in het Nederlandse huurbeleid, waarbij de woningcorporaties zowel in hun bestuur als financieel verzelfstandigd werden, waarbij leningen en beloofde subsidies van het Rijk aan de corporaties tegen elkaar werden weggestreept (vandaar de aanduiding 'bruteringsoperatie'). Dit ging gepaard met bezuinigingen. Tegenstanders van deze 'operatie-Heerma' bezigden de slogan Heerma zo niet. Overigens was er in de Tweede Kamer brede steun voor tijdens de 'paarse' kabinetten, oppositie kwam hoofdzakelijk van de kleine linkse partijen (GroenLinks en SP).

### Fractievoorzitter
Na de voor het CDA dramatisch verlopen verkiezingen in 1994 (20 zetels verlies), werd Enneüs Heerma fractievoorzitter, nadat lijsttrekker Elco Brinkman was afgetreden. Heerma moest het CDA een nieuw gezicht geven, maar dat lukte hem slechts ten dele. Aan de ene kant werd hij geroemd om zijn harde werken en integriteit, aan de andere kant lukte het Heerma niet om de kiezers aan te spreken. Tot hilariteit van de overige politieke partijen pleitte Heerma namens het CDA tijdens de Algemene beschouwingen van 1994 voor de aanstelling van een minister van Gezinszaken. Twaalf jaar later zou zijn wens echter alsnog politiek vervuld worden, met de aanstelling van een minister voor Jeugd en Gezin.
In december 1995 liep Heerma weg, vlak voor de opname voor het jaaroverzicht van RTL 4, toen hij geconfronteerd werd met de voor hem onaangename verrassing dat deze zender ook de uitslag van de verkiezing van "beste en slechtste politicus van het jaar" bekend zou maken en voor hem, onaangekondigd, een optreden gepland was als de slechtste politicus van het jaar. Hij zat al bij de schmink toen hij besloot op te stappen. Zijn woordvoerder liet weten dat hij "onder valse voorwendselen" naar de studio gelokt was, vooral, omdat Heerma eerder besloot niet te willen meewerken aan het RTL 4-programma "Het Jaar van Willibrord", waarin de uitslag van de enquête zou zitten.

### Laatste jaren
In 1997 werd zijn positie als fractievoorzitter onhoudbaar, nadat er vanuit de fractie aan zijn leiderschapskwaliteiten en charisma steeds meer werd getwijfeld. Na drie jaar oppositie was het CDA er nog niet in geslaagd in de peilingen omhoog te klimmen. Het zag er inmiddels naar uit dat de partij na de verkiezingen van 1998 weer vier jaar in de oppositiebanken plaats moest nemen. Heerma noemde zijn fractiegenoten die anoniem naar de pers lekten "ratten". Zijn positie werd definitief onmogelijk toen bekend werd dat men met Jaap de Hoop Scheffer als lijsttrekker de verkiezingen in zou gaan.
In oktober 1997 werd hij genoemd als kandidaat voor het burgemeesterschap van de gemeente Hilversum. Echter, juist op de dag dat hij door minister Dijkstal zou worden voorgedragen voor deze post, werd er longkanker bij Heerma geconstateerd. Hierdoor moest hij afzien van de functie. Anderhalf jaar later overleed hij aan de gevolgen van zijn ziekte.
In Amsterdam is de brug van de nieuwe woonwijk IJburg naar het Zeeburgereiland vernoemd naar Enneüs Heerma.

## Persoonlijk
Heerma was zijn gehele leven lid van de Gereformeerde Kerken in Nederland. Zijn zoon Pieter Heerma is bij de Tweede Kamerverkiezingen 2012 verkozen tot CDA-Kamerlid en werd, net zoals zijn vader dat eerder geweest was, in 2019 fractievoorzitter van het CDA in de Tweede Kamer.